# Tony François
Tony M. Pascal François (ur. 11 kwietnia 1971) – maurytyjski piłkarz grający na pozycji napastnika. W swojej karierze rozegrał 33 mecze i strzelił 8 goli w reprezentacji Mauritiusa.

## Kariera klubowa
Swoją karierę piłkarską François rozpoczął w klubie Fire Brigade SC. W sezonie 1990/1991 zadebiutował w jego barwach w pierwszej lidze maurytyjskiej. Grał w nim do 2000 roku. Trzykrotnie wywalczył z nim mistrzostwo Mauritiusa w sezonach 1992/1993, 1993/1994 i 1998/1999 oraz zdobył pięć Pucharów Mauritiusa w latach 1991, 1994, 1995, 1997 i 1998. W latach 2000–2002 grał w Pamplemousses SC, a w latach 2003-2005 w US Beau Bassin-Rose Hill. W latach 2005–2007 znów występował w Pamplemousses SC, z którym został mistrzem kraju w sezonie 2005/2006. W latach 2007–2012 był zawodnikiem AS Rivière-du-Rempart, w którym zakończył karierę.

## Kariera reprezentacyjna
W reprezentacji Mauritiusa François zadebiutował 11 lipca 1993 roku w przegranym 0:2 meczu kwalifikacji do Pucharu Narodów Afryki 1994 z Zimbabwe. Od 1993 do 2006 wystąpił w kadrze narodowej 33 razy i strzelił 8 goli.